# Men natten är vår
Men natten är vår är en sång, skriven av Agnetha Fältskog och Ingela "Pling" Forsman som tävlande bidrag i den svenska Melodifestivalen 1981. Det var första gången de båda medverkade som låtskrivare i tävlingen. Agnetha Fältskog hade tidigare medverkat som artist två gånger i den svenska popgruppen Abba. Bidraget framfördes av Kicki Moberg och kom på femte och sista plats.
Melodin testades på Svensktoppen, där den låg i sju veckor under perioden 8 mars-3 maj 1981, med tredjeplats som högsta placering .
Kicki Mobergs inspelning släpptes på singel i februari 1981, med "Här är mitt liv" (I'm Still Alive) som B-sida. Den fanns även på hennes album från 1981.
Låten tolkades 1993 av dansbandet Sven-Erics på bandets EP med bandets namn, som även innehöll "Varje liten dröm" (Every Little Thing), Nattens fjäril (Story of a Social enemy) samt "Grattis! Alla vännerna hurrar"  samt året därpå på bandets samlingsalbum 20-årsjubileum .